# Downtown Burbank station (Metrolink)
La Estación Downtown Burbank (en inglés: Downtown Burbank station), es una estación de tren regional de la línea condado de Ventura y la línea Antelope Valley de Metrolink en Burbank, California, área regional de Los Angeles en Estados Unidos.

## Descripción
La estación se inauguró el año 1873, con servicio de Southern Pacific Railroad. La estación original fue re-construida en 1927, y se perdió en un incendió en 1991. La estación Metrolink actual fue inaugurada el 26 de octubre de 1992. Cuenta con un andén de plataforma lateral. Existen 458 aparcamientos. La estación es propiedad de la ciudad de Burbank.

## Servicio
La estación Downtown Burbank recibe el servicio de 20 trenes de la línea Ventura de Metrolink (10 en cada dirección) entre semana. El servicio de fin de semana consta de 4 trenes (2 en cada dirección). También recibe el servicio de 30 trenes de la línea Antelope Valley (15 en cada dirección) entre semana. El servicio de fin de semana consta de 24 trenes (12 en cada dirección). 
El tren de línea Ventura es de Ventura, California en el norte y el centro de Los Ángeles en el sur.
La línea Antelope Valley es de Lancaster, California y termina en el centro de Los Ángeles en el sur.

## Conexiones
- Los Ángeles Metro Bus - rutas: 92, 96, 154, 155, 164, 165, 294
- Burbank Bus - rutas: Pink
- Santa Clarita Bus - ruta: 794
- Glendale Beeline - ruta: 12
- Amtrak Pacific Surfliner

## Lugares de interés
- Downtown Burbank